# Hervelinghen
Hervelinghen (flämisch: Helvetingen) ist eine französische Gemeinde mit 220 Einwohnern (Stand: 1. Januar 2022) im Département Pas-de-Calais in der Region Hauts-de-France. Sie gehört zum Arrondissement Boulogne-sur-Mer und zum Kanton Desvres.  

## Geographie
Die Gemeinde Hervelinghen liegt im Regionalen Naturpark Caps et Marais d’Opale, etwa 10 Kilometer südwestlich von Calais und etwa 21 Kilometer nordnordöstlich von Boulogne-sur-Mer nahe der Opalküste des Ärmelkanals. Umgeben wird Hervelinghen von den Nachbargemeinden Escalles im Norden, Bonningues-lès-Calais im Nordosten und Osten, Saint-Inglevert im Osten und Süden, Audembert im Südwesten sowie Wissant im Westen.

## Bevölkerungsentwicklung
| Jahr                       | 1962 | 1968 | 1975 | 1982 | 1990 | 1999 | 2006 | 2013 | 2022 |
| -------------------------- | ---- | ---- | ---- | ---- | ---- | ---- | ---- | ---- | ---- |
| Einwohner                  | 173  | 149  | 134  | 166  | 172  | 182  | 240  | 232  | 220  |
| Quellen: Cassini und INSEE |      |      |      |      |      |      |      |      |      |

## Sehenswürdigkeiten

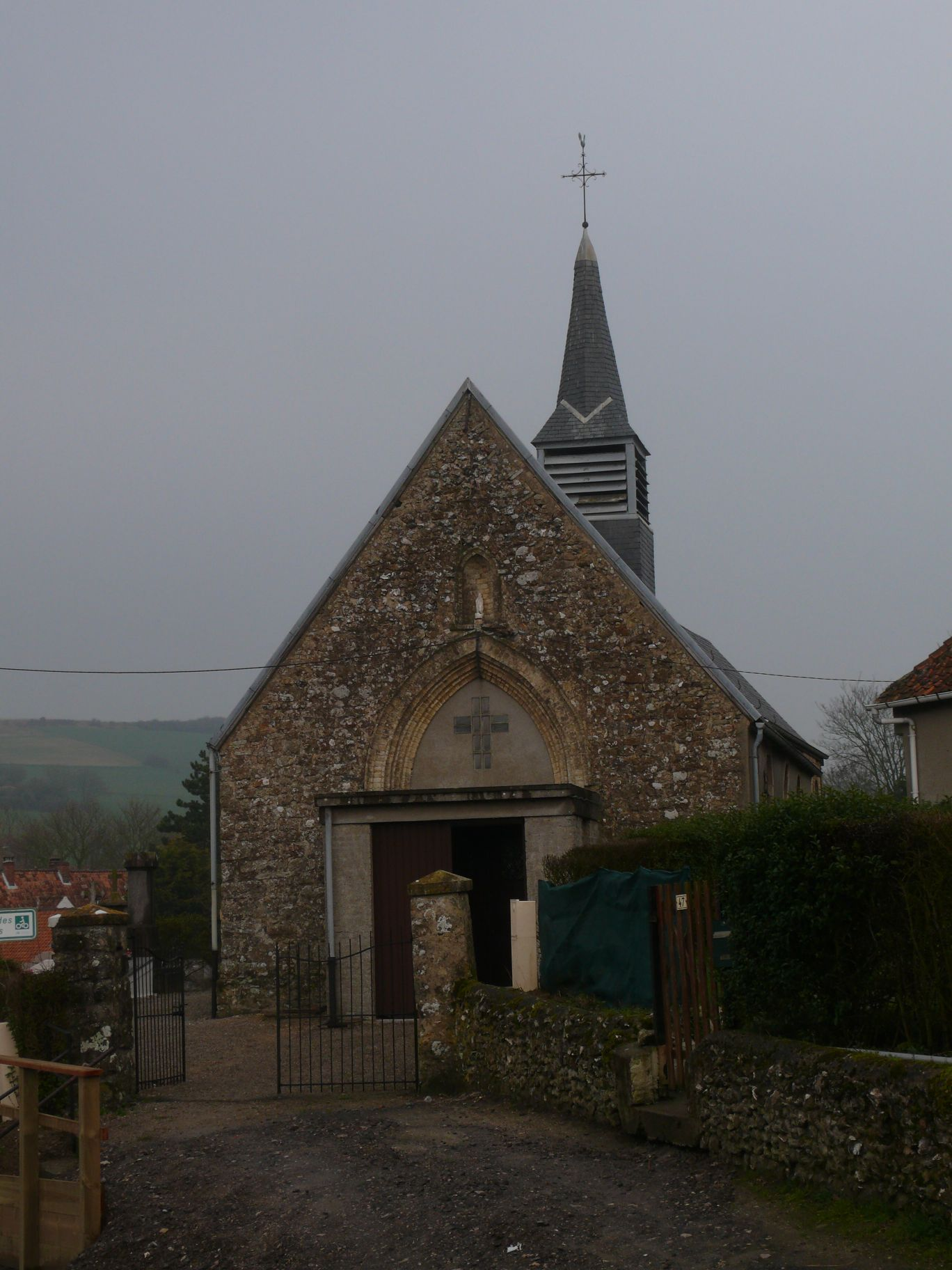
Kirche Saint-Quentin

- Kirche Saint-Quentin